# Laurence Fischer
Pour les articles homonymes, voir Fischer.
 (août 2022).
Laurence Fischer née le 7 novembre 1973 à L'Union (Haute-Garonne) est une karatéka française spécialisée en combat (kumité) dans la catégorie des +60 kg.
Elle a remporté trois championnats du monde de karaté : deux en individuel et un par équipe.

## Biographie

### Jeunesse
Laurence commence le karaté à l’âge de 12 ans, encouragée par son père.

### Formation
En 2003, elle réussit le concours d’entrée de l’ESSEC. Elle rejoint la région parisienne pour suivre une formation de trois ans. Elle sort diplômée Grande École « master of science in management »  ainsi que de la chaire internationale de marketing sportif.

### Carrière sportive
Sa carrière internationale s’étend de 1995 à 2006. Elle décroche son premier titre mondial en 1998, puis son premier titre européen en 1999.
En 2003, après avoir remporté deux titres mondiaux et quatre titres européens en individuel.
En 2006, elle remporte l'Open de Paris, les championnats de France, championnats d’Europe et championnats du monde.
Elle est deux ans manager au siège France de l’équipementier Nike.

## Politique
Parallèlement à sa carrière sportive, elle intègre le service des sports de la Ville de Marseille de 1998 à 2003.
Elle est nommée par décret en conseil des ministres ambassadrice pour le sport.

## Engagements
En 2003, Laurence Fischer s’engage aux côtés de Play International (anciennement Sport sans frontières) et participe à ses premières missions humanitaires, en France et dans le monde. Elle passe notamment un mois à Kaboul en août 2005, avec la première équipe féminine nationale de karaté.
Depuis 2014, elle collabore avec la fondation Panzi, en République démocratique du Congo, auprès des femmes victimes de viols de guerre, leur permettant de pratiquer le karaté de manière pérenne.
En mars 2017, elle fonde Fight for Dignity et instaure un programme sportif et social spécifiquement adapté aux femmes victimes de violences,.
Elle fait partie du club des Champions de la Paix de Peace and Sport engagés en faveur du mouvement de la paix par le sport.

## Palmarès
- De 1995 à 2006 :  Médaille d'or aux Championnats de France.
- 1998 :  Médaille d'or en kumite individuel féminin + 60 kg aux championnats du monde de karaté 1998 à Rio de Janeiro, au Brésil[8].
- 1999 :  Médaille d'or aux Championnats d'Europe.
- 2000 :
  -  Médaille d'or aux Championnats d'Europe.
  -  Médaille de bronze en kumite individuel féminin + 60 kg aux championnats du monde de karaté 2000 à Munich, en Allemagne[9].
  -  Médaille d'or en kumite par équipe aux mêmes championnats.
- 2001 :
  -  Médaille d'or aux Championnats d'Europe.
- 2002 :
  -  Médaille de bronze en kumite individuel féminin + 60 kg aux championnats du monde de karaté 2002 à Madrid, en Espagne[10].
- 2004 :
  -  Médaille d'or aux Championnats d'Europe.
  -  Médaille de bronze en kumite individuel féminin + 60 kg aux championnats du monde de karaté 2004 à Monterrey, au Mexique[11].
- 2006 :
  -  Médaille d'or aux Championnats d'Europe
  -  Médaille d'or en kumite individuel féminin + 60 kg aux championnats du monde de karaté 2006 à Tampere, en Finlande[12].

## Divers
- Membre du jury du prix Jules Rimet
- Participe à Fort Boyard en 2004
- Consultante télé : Sport+ de 2005 à 2012, Kombat Sport, L’Equipe 21 pour l’Open de Paris en janvier 2016
- Reportage en 2017 sur Arte sur son engagement auprès de la fondation Panzi.
- Webserie en 2021  "Fight for" sur youtube
- Membre du jury de Deauville Sport doc Festival 2024.

## Décoration
- Chevalière de la Légion d'honneur[13]
- Officière de l'ordre national du Mérite, le 24 novembre 2021 [14]